# Ostraci
Ostraci su naseljeno mjesto u općini Foča, Republika Srpska, BiH. Ne pojavljuje se na popisu 1961., jer je već 1950. upravno ukinuto i pripojeno Crnetićima (Sl.list NRBiH, br.10/50).